# Омар Альдерете
Омар Альдерете (ісп. Omar Alderete; нар. 26 грудня 1996, Асунсьйон) — парагвайський футболіст, центральний захисник «Герти» і національної збірної Парагваю. На умовах оренди виступає у Ла-Лізі за «Хетафе».

## Клубна кар'єра
Народився 26 грудня 1996 року в Асунсьйоні. Вихованець футбольної школи клубу «Серро Портеньйо». Дорослу футбольну кар'єру розпочав 2016 року в основній команді того ж клубу, в якій взяв участь у 17 матчах чемпіонату. Протягом 2017—2018 років грав на правах оренди за аргентинський «Хімнасія і Есгріма».
По завершенні терміну оренди перейшов до іншого аргентинського клубу, «Уракана», у складі якого провів наступний рік своєї кар'єри гравця.
До складу швейцарського «Базеля» приєднався у червні 2019 року. Протягом свого першого сезону в Європі відіграв за команду з Базеля 28 матчів в національному чемпіонаті, забивши два голи.

## Виступи за збірну
2018 року дебютував в офіційних матчах у складі національної збірної Парагваю.
| Дата       | Місто          | Господарі | Результат | Гості     | Турнір                       | Голи | Примітки |
| ---------- | -------------- | --------- | --------- | --------- | ---------------------------- | ---- | -------- |
| 20-11-2018 | Дурбан         | ПАР       | 1 – 1     | Парагвай  | товариський матч             | -    | 46'      |
| 13-10-2020 | Мерида         | Венесуела | 0 – 1     | Парагвай  | Відбір до ЧС 2022            | -    | 90+3'    |
| 12-11-2020 | Буенос-Айрес   | Аргентина | 1 – 1     | Парагвай  | Відбір до ЧС 2022            | -    | 90+2'    |
| 3-6-2021   | Монтевідео     | Уругвай   | 0 – 0     | Парагвай  | Відбір до ЧС 2022            | -    | 73'      |
| 8-6-2021   | Асунсьйон      | Парагвай  | 0 – 2     | Бразилія  | Відбір до ЧС 2022            | -    | 88'      |
| 24-6-2021  | Бразиліа       | Чилі      | 0 – 2     | Парагвай  | Копа Америка 2021 - 1-й етап | -    | 84'      |
| 28-6-2021  | Ріо-де-Жанейро | Уругвай   | 1 – 0     | Парагвай  | Копа Америка 2021 - 1-й етап | -    | 43'      |
| 5-9-2021   | Асунсьйон      | Парагвай  | 1 – 1     | Колумбія  | Відбір до ЧС 2022            | -    |          |
| 7-10-2021  | Асунсьйон      | Парагвай  | 0 – 0     | Аргентина | Відбір до ЧС 2022            | -    |          |
| 10-10-2021 | Сантьяго       | Чилі      | 2 – 0     | Парагвай  | Відбір до ЧС 2022            | -    | 83', 89' |
| 29-3-2022  | Ліма           | Перу      | 2 – 0     | Парагвай  | Відбір до ЧС 2022            | -    |          |
| 2-6-2022   | Саппоро        | Японія    | 4 – 1     | Парагвай  | товариський матч             | -    | 44'      |
| Усього     |                | Матчів    | 12        |           | Голів                        | 0    |          |